# Xanthostemon aurantiacus
 (mars 2025).
Espèce
Synonymes
- Salisia aurantiaca Pancher ex Brongn. & Gris
- Fremya aurantiaca Brongn. & Gris

Xanthostemon aurantiacus est une espèce de plantes à fleurs de la famille des Myrtaceae. C’est un arbuste endémique de la Nouvelle-Calédonie.

## Description

### Aspect général
L'espèce se présente comme un arbrisseau ou arbuste. Il mesure entre 50 centimètres et 3 mètres de haut.

### Feuilles
Les feuilles, alternes et pétiolées, sont épaisses, coriaces, plates et spatulées, arrondies ou rétuses au sommet, atténuées à la base. Leur revers est couverts d'une pruine blanchâtre en dessous ; les nervures y sont visibles.

### Fleurs
Les fleurs sont pédicellées. Leurs pétales sont rouges et leurs étamines jaunes). Elles compte 20 à 25 étamines. La floraison court de novembre à avril, avec un pic en mars,.

### Fruits
Les fruits sont des capsules ligneuses, glabres, avec 4 loges. Ils mesurent entre 12 et 15 millimètres.

## Histoire
Cette espèce est l'une des premières de Nouvelle-Calédonie à avoir été exportées en Europe ; cela a eu lieu en 1861 à l'initiative de Pancher.

## Répartition
Cette espèce se trouve au sud de la Grande Terre, à 30 à 700 mètres d'altitude, surtout dans les secteurs humides.

## Philatélie
Un timbre de 2 francs pacifiques de l'OPT de 1983 met à l'honneur cette espèce.

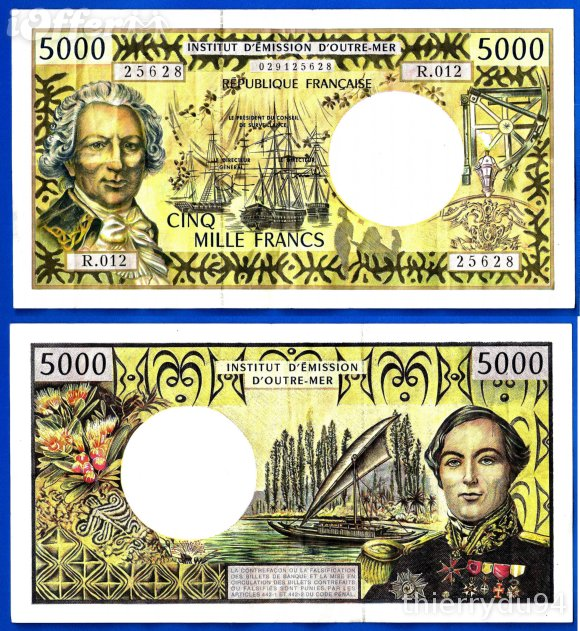
L'espèce figure sur le côté représentant le buste de du contre-amiral Auguste Febvrier-Despointes.

## Numismatique
Cette espèce figurait sur les billets de 5000 francs pacifiques entre 2001 et 2014.